# Clytocera taiwanensis
Clytocera taiwanensis là một loài bọ cánh cứng trong họ Cerambycidae.